# Filippo Caruso
Pour les articles homonymes, voir Caruso (homonymie).
Filippo Caruso , né le 24 août 1884 à Casole Bruzio et mort le 12 septembre 1979  à Rome, est un général italien de l'arme des carabiniers commandant du Fronte clandestino di resistenza dei carabinieri dit « Banda Caruso ».

## Biographie
Filippo Caruso est né à Casole Bruzio dans la province de Cosenza le 24 août 1884. Il appartient à une famille bourgeoise à tradition militaire et il s'inscrit à l'Académie militaire Modène.
Il participe à la Guerre italo-turque (1911-1912), en 1914 il rejoint l'arme des carabiniers et participe à la Première Guerre mondiale où il est décoré de deux médailles de bronze à la valeur militaire et promu capitaine.
Une fois la guerre terminée il obtient une laurea de droit et sert en tant qu'officier des carabiniers en divers endroits d'Italie.
En janvier 1942, il est nommé général de brigade et en mars 1943 il est mis à la retraite.
Le 8 septembre 1943, date de divulgation de l'Armistice de Cassibile et de la fuite du roi Victor-Emmanuel III de Rome, Filippo Caruso  officiellement à la retraite fonde le Fronte Clandestino di Resistenza dei Carabinieri (connu aussi sous le nom « Banda Caruso » ). Il organise l'arme des carabiniers afin de mener la lutte antifasciste dans les localités occupées par les troupes allemandes.
Le 30 mai 1944 il est arrêté et enfermé dans la prison des SS, via Tasso, résiste aux tortures mais réussit à s'échapper.
Il reprend le commandement de l'organisation résistante en organisant les structures territoriales des carabiniers au fur et à mesure que les territoires italiens sont libérés.
Filippo Caruso continue son activité comme général de division jusqu'en 1957.
Il meurt à Rome le 12 septembre 1979 et est enterré au Cimetière communal monumental de Campo Verano.

### Distinctions
- Deux médailles de bronze à la valeur militaire.
- Médaille d'or à la valeur militaire[1].

## Source de la traduction
- (it) Cet article est partiellement ou en totalité issu de l’article de Wikipédia en italien intitulé « Filippo Caruso » (voir la liste des auteurs).